# 圣马力诺
43°56′30″N 12°27′30″E / 43.94167°N 12.45833°E
最莊嚴尊貴的圣马力诺共和国，正式名称为聖馬利諾共和國（義大利語：Repubblica di San Marino），通稱聖馬利諾（義大利語：San Marino），位于意大利半岛的亚平宁山脉东北侧，处于被意大利包围的国中国状态。圣马力诺国土面积61.2平方（23.6平方英里），人口33,344人。 其国家首都是圣马力诺市，最大的城镇是位于塞拉瓦莱的多加纳。圣马力诺是欧洲委员会所有国家中人口最少的国家。
圣马力诺之名，来源于公元3世紀一個叫圣马利诺斯（圣玛利诺）的石匠，他来自當時罗马帝国的殖民地拉布岛（位于现在的克罗地亚），公元257年，圣玛利诺参与了里米尼的城墙重建工作，该城市的城墙曾因为遭受利布尔尼亚海盗的袭击而被破坏。公元301年，圣玛利诺在蒂塔诺山修建了一个独立的修道院社区。因此圣玛利诺号称是现存最古老的主权国家和历史最悠久的立宪制共和国。国家元首由两名权力相等的执政官分祧，延续了古罗马的政治传统。
圣马力诺由《圣马力诺宪法》管理，该宪法成书于16世纪，由拉丁文书写完成的一套六本的文件，其中规定了该国的政治制度。圣马力诺认为这是最古老的迄今仍然有效的政府文件或宪法。
圣马力诺的国家经济主要依靠金融业、工业、服务业和旅游业。就以购买力平价计算的人均国内生产总值来说，圣马力诺是全球最富裕的国家之一，与欧洲发达地区水准持平。圣马力诺被认为是国家经济高度稳定和欧洲失业率最低的国家之一，该国既没有国家债务也没有预算盈余。圣马力诺也是除安道尔外全球唯二车比人多的国家。在外交上，圣马力诺追随意大利领导，且是团结谋共识集团的核心成员。

## 历史

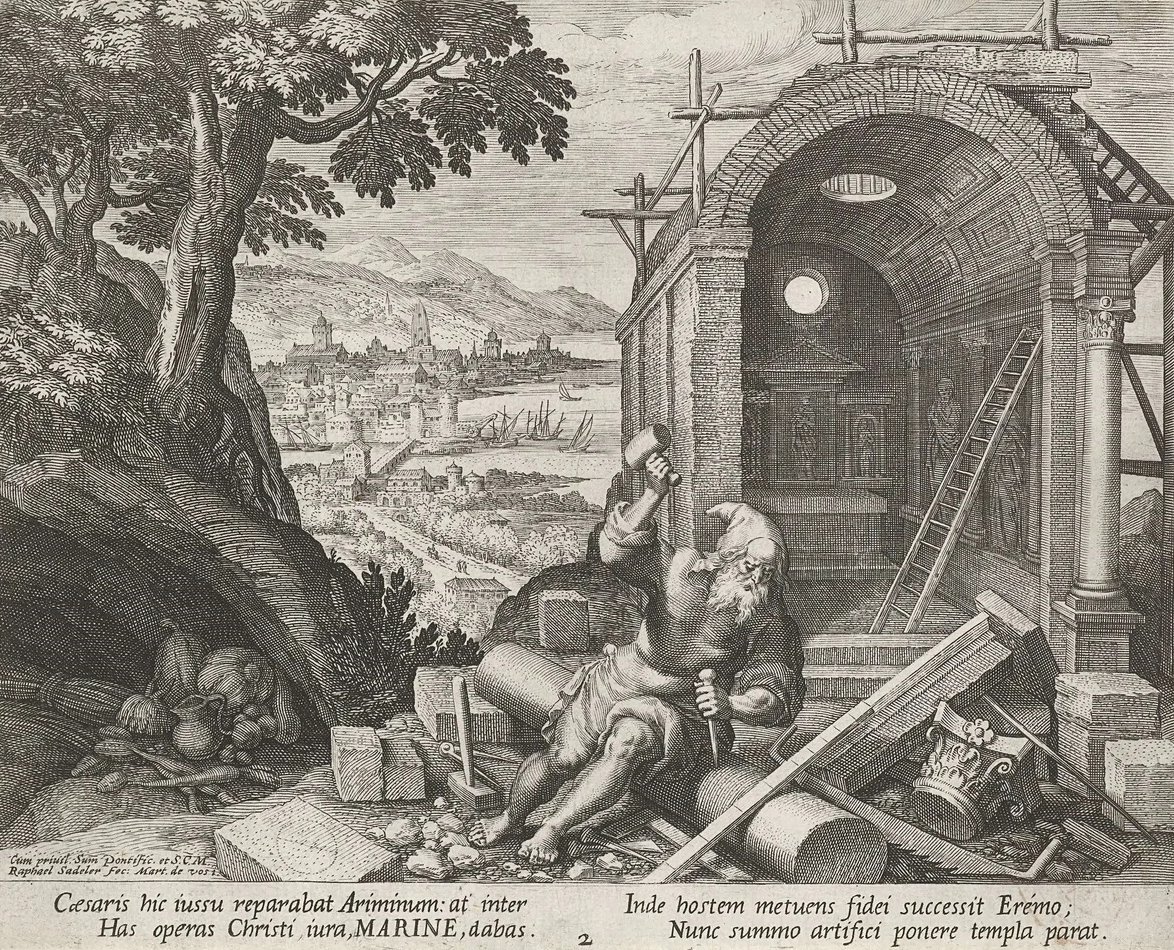
圣玛利诺（圣马利诺斯）画像。他是圣马力诺共和国的创立者和文化象征。

圣马利诺斯（圣玛利诺）与他终身好友里奥离开现在克罗地亚的拉布岛，以石匠的身份前往里米尼。当他在基督教堂布道之后，圣玛利诺遇到了戴克里先迫害，他被迫逃往附近的蒂塔诺山。在那里，圣玛利诺修建了一个小教堂，这就是现在圣马力诺共和国和圣马力诺市的起源。有时，这个国家依然会被称为“蒂塔诺共和国”。现在圣马力诺共和国将官方的建国日定在301年9月3日。
1631年，罗马教廷承认圣马力诺共和国独立。

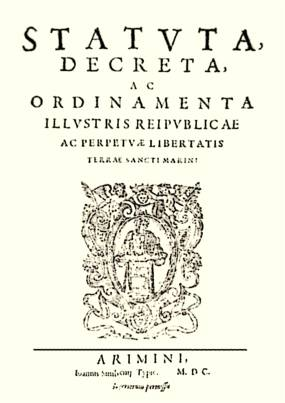
1600年《圣马力诺宪法》

1797年，拿破仑军队的进军对于圣马力诺共和国的独立造成了一个短暂的威胁。但是由于时任圣马力诺共和国执政官的安东里奥·奥诺夫里的尊敬和友谊，圣马力诺摆脱了威胁。由于安东里奥的介入，拿破仑甚至写信给时任法国政府科学与艺术管理处的负责人兼科学家加斯帕尔·蒙日，承诺他不仅会保证圣马力诺共和国的独立性，还可以给予圣马力诺它所想要的任何领土。这个提议被安东里奥给拒绝了，因为他担心日后遭致相关国家的报复。
19世纪，在意大利统一运动的后期，圣马力诺成为许多因支持统一而遭受迫害人士的避难所。为嘉奖这一支持，朱塞佩·加里波底接受了圣马力诺共和国的愿求，没有将其纳入到统一的意大利之下。
圣马力诺共和国曾授予美国总统亚伯拉罕·林肯为荣誉公民。林肯为此回信道，圣马力诺共和国证明了“建立在共和原则基础上的政府可以如此管理以使国家长治久安”。
在第一次世界大战期间，当意大利王國于1915年5月23日向奥匈帝国宣战时，圣马力诺宣布保持中立。意大利对圣马力诺人的中立持敌意态度，他们认为圣马力诺的中立可能会让奥匈帝国间谍在此建立一个新的无线电站联系渠道。为此，意大利政府试图在圣马力诺强行建立一支宪兵部队，可以不接受圣马力诺的领导而在必要时切断整个圣马力诺的无线通讯。在此期间，有两组十名志愿者加入意大利军队并出现在意大利战场。第一组人员是作为战斗人员，而第二组人员则是加入到红十字野战医院。由于该医院的存在，奥匈帝国宣布和圣马力诺断绝外交关系。
1923年到1943年期间，圣马力诺共和国在聖馬力諾法西斯黨的统治下，和意大利首相墨索里尼及他的意大利法西斯黨有密切關係。

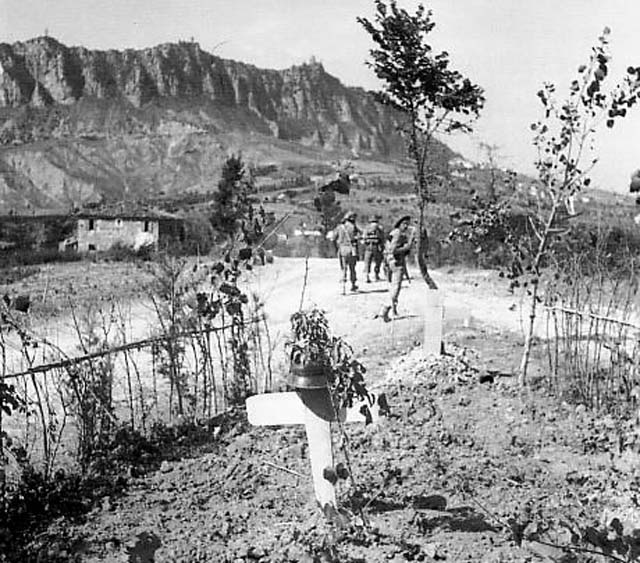
圣马力诺战役期间，英军在蒂塔诺山。（摄于1944年9月）

在第二次世界大战期间，圣马力诺共和国依旧宣布保持中立，沒有跟隨意大利加入戰爭。但是在1940年9月17日一篇来自《纽约时报》的错误新闻上，圣马力诺被报道向英国宣战了。随后，圣马力诺政府紧急联系英国政府，表示他们并没有向英国宣战。當珍珠港事件發生令意大利向美國宣戰後，聖馬利諾亦在1942年初向美國表示自己沒有跟隨軸心國宣戰。
当意大利王國首相兼法西斯黨領袖贝尼托·墨索里尼於1943年7月28日被大法西斯黨會議罷免三天后，圣马力诺法西斯党的统治也宣告崩溃，9月納粹德國進入了盟友義大利王國的國境，並將整個意大利北部占領，與佔領了意大利南部的盟軍對抗。新的圣马力诺政府宣布在德國的佔領行動及義大利戰區的冲突中保持中立。1944年4月1日，法西斯主义者重新在圣马力诺执政，但是依旧宣布保持中立。尽管如此，圣马力诺依旧在1944年6月26日遭受到英国皇家空军的轰炸。理由是英国军方相信圣马力诺已经被駐意大利的德军占领，并且德军正在这里大肆搜刮物资和武器。圣马力诺政府在当天宣布，其领土上并没有任何军事设施，同时也没有任何交战国部队被允许进入。当盟军越过哥德防线的时候，圣马力诺接纳了成千上万的平民难民。1944年9月，圣马力诺曾被在圣马力诺战役中被击溃的德军短暂占领。
圣马力诺拥有世界上第一个经过民主选举而产生的共产主义政府，它是由圣马力诺共产党和圣马力诺社会党组成的执政党联盟进行组阁。该联盟于1945年到1957年期间执政。
圣马力诺是世界上国土面积最小的共和国，虽然1968年独立的瑙鲁挑战了这一说法，這是因為尽管瑙鲁的陆地面积只有21平方公里，但是其管辖水域面积却多达43.1万平方公里，因此瑙鲁的实际国土面积是圣马力诺的数倍。
1988年，圣马力诺成为欧洲委员会成员；1992年，又成为联合国会员国。虽然圣马力诺既不是欧盟国家，也不是欧元区成员，但它依旧以欧元作为自己的法定货币。

## 地理

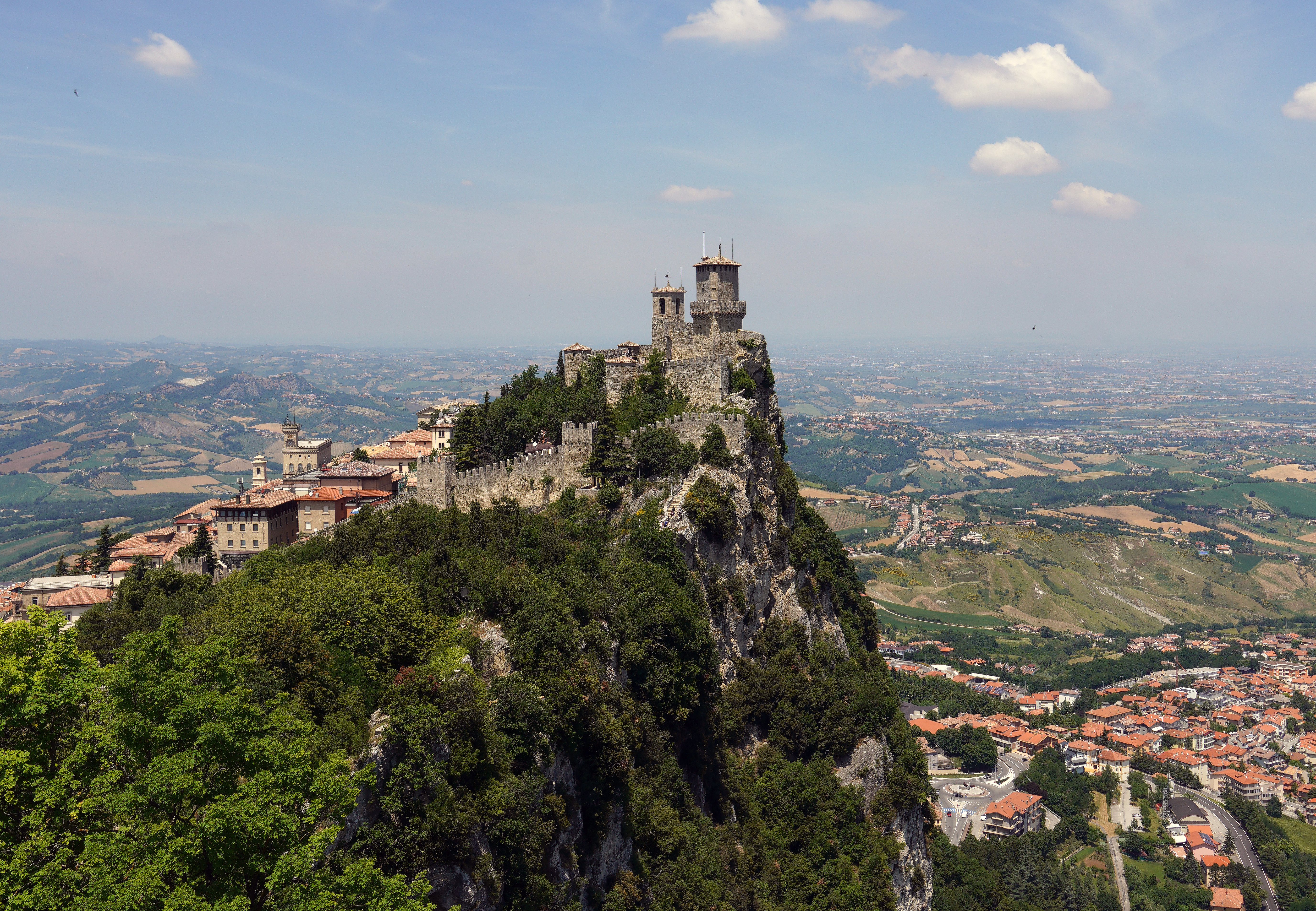
蒂塔诺山的瓜伊塔森林。

圣马力诺共和国是意大利的国中国，位于意大利艾米利亚-罗马涅大区与马尔凯大区的交界处，距离里米尼的亚得里亚海海岸线约10公里。
全国均为丘陵地形，并无平坦国土，属于亚平宁山脉的一部分。
圣马力诺共和国的国土最高点位于蒂塔诺山山顶，海拔高度是749米。
圣马力诺共和国境内有圣马力诺河和奥萨河等流经。
圣马力诺是欧洲第三小的国家，同时它也是全球第五小的国家。

### 气候
圣马力诺共和国是受大陆影响的地中海气候，夏季温暖而冬季凉爽，是典型的意大利中部内陆地区气候。
| 圣马力诺           | 圣马力诺    | 圣马力诺    | 圣马力诺    | 圣马力诺    | 圣马力诺    | 圣马力诺    | 圣马力诺    | 圣马力诺    | 圣马力诺    | 圣马力诺    | 圣马力诺    | 圣马力诺    | 圣马力诺      |
| 月份               | 1月         | 2月         | 3月         | 4月         | 5月         | 6月         | 7月         | 8月         | 9月         | 10月        | 11月        | 12月        | 全年          |
| ------------------ | ----------- | ----------- | ----------- | ----------- | ----------- | ----------- | ----------- | ----------- | ----------- | ----------- | ----------- | ----------- | ------------- |
| 平均高温 °C（°F）  | 7 (45)      | 9 (48)      | 14 (57)     | 17 (63)     | 23 (73)     | 28 (82)     | 30 (86)     | 30 (86)     | 25 (77)     | 20 (68)     | 13 (55)     | 8 (46)      | 19 (66)       |
| 日均气温 °C（°F）  | 4 (39)      | 5.5 (41.9)  | 10 (50)     | 13 (55)     | 18.5 (65.3) | 23 (73)     | 25 (77)     | 25 (77)     | 20.5 (68.9) | 16 (61)     | 10 (50)     | 5.5 (41.9)  | 14.7 (58.3)   |
| 平均低温 °C（°F）  | 1 (34)      | 2 (36)      | 6 (43)      | 9 (48)      | 14 (57)     | 18 (64)     | 20 (68)     | 20 (68)     | 16 (61)     | 12 (54)     | 7 (45)      | 3 (37)      | 11 (51)       |
| 平均降水量 mm（）  | 34.0 (1.34) | 37.6 (1.48) | 34.2 (1.35) | 51.5 (2.03) | 41.6 (1.64) | 36.0 (1.42) | 34.5 (1.36) | 49.2 (1.94) | 85.6 (3.37) | 69.8 (2.75) | 59.2 (2.33) | 75.4 (2.97) | 608.6 (23.98) |
| 来源：世界气象在线 |             |             |             |             |             |             |             |             |             |             |             |             |               |

## 政治

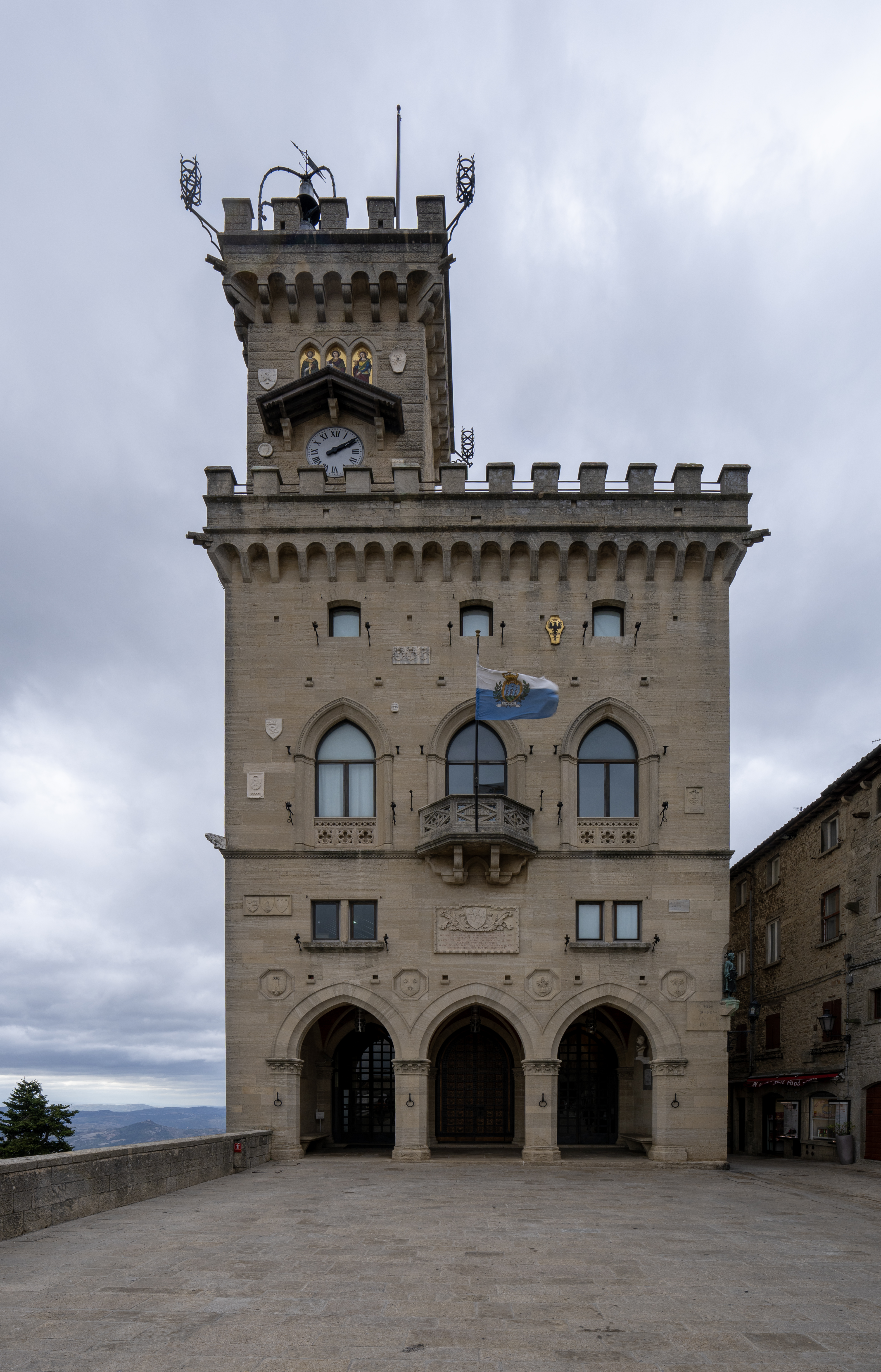
共和国宫，圣马力诺共和国中央政府所在地。

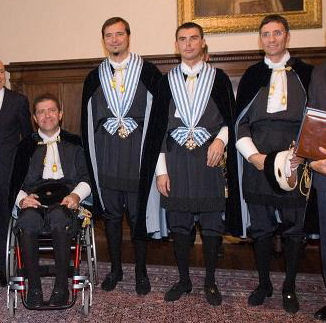
四位前执政官：米尔科·托马索尼、亚历山德罗·罗西、亚历山德罗·曼奇尼和阿尔贝托·塞尔瓦（从左至右）。

圣马力诺共和国拥有一个议会代议民主共和制政体框架：执政官既是国家元首，又是政府首脑；拥有多元化的多党制。行政权由政府行使；立法权则由政府和大议会共同行使；司法权独立于行政和立法机关之外。
圣马力诺最早是由各大家族领导人所组成的阿伦戈进行统治。13世纪，统治权被移交给大议会。1243年，大议会提名产生了首任两名执政官。直至2017年，这种提名方式依旧被采用。
圣马力诺共和国的立法机关是大议会，这是一个由60名议员组成的一院制议会。这些议员由圣马力诺九大行政区每隔5年进行的一次代表比例选举而产生。这些行政区的划分与圣马力诺早期的旧教区划分一致。
凡年满18周岁的圣马力诺公民均享有投票权。除了一般的立法权之外，大议会还拥有批准预算和选举执政官、国务会议（由10名拥有行政权的委员组成）、12人理事会（在大议会任期内行使司法权力的机关）、咨询委员会及政府工会（Government Unions）的权力。大议会也有权批准与他国所缔结的条约。大议会下辖五个咨询委员会，每个委员会由15名议员组成，分别负责审查、提议和讨论执行正在议会议事日程上的新法律。
每隔六个月，大议会就会选举新的两名执政官出任国家元首。这两名执政官出身相互对立的党派，因此权力是平等和互相制衡的。他们的任期为六个月。每年4月1日和10月1日是大议会选举产生执政官的日子，一旦过了这个期限而没有选举新的执政官，公民有权在三日内决定是否针对执政官提起诉讼。一旦公民的诉求被通过，前任执政官将被展开司法调查。
圣马力诺共和国所采用双摄政官的二头政治制度类似于古罗马时代的罗马执政官；而经常选举的方式也是来自罗马共和国时代的风俗。大议会相当于罗马元老院；而执政官则相当于罗马执政官。这种制度的由来被认为是当地居民在罗马统治崩溃之后，自发形成的一个基本政府来保护他们免受外来统治。
圣马力诺共和国是一个多党制民主共和国。由于2008年的选举法提高了国内小党派进入大议会的门槛，因此此后的大议会由两大政党联盟把持：右翼的“为了圣马力诺协议”联盟，由圣马力诺天主教民主党领导；左翼的“改革和自由”联盟，由社会主义者和民主人士党领导。社会主义者和民主人士党是由圣马力诺社会党与民主人士党合并而成。在2008年圣马力诺大选中，“为了圣马力诺协议”获得35个席位，而“改革和自由”获得25个席位。
2007年10月1日，米尔科·托马索尼当选为执政官。他成为该国历史上第一位出任执政官的残障人士。
圣马力诺比其他国家拥有更多的女性国家元首。截止2014年10月，共有10名女性出任国家元首；其中三人曾两次任职。

### 行政区划

#### 市镇

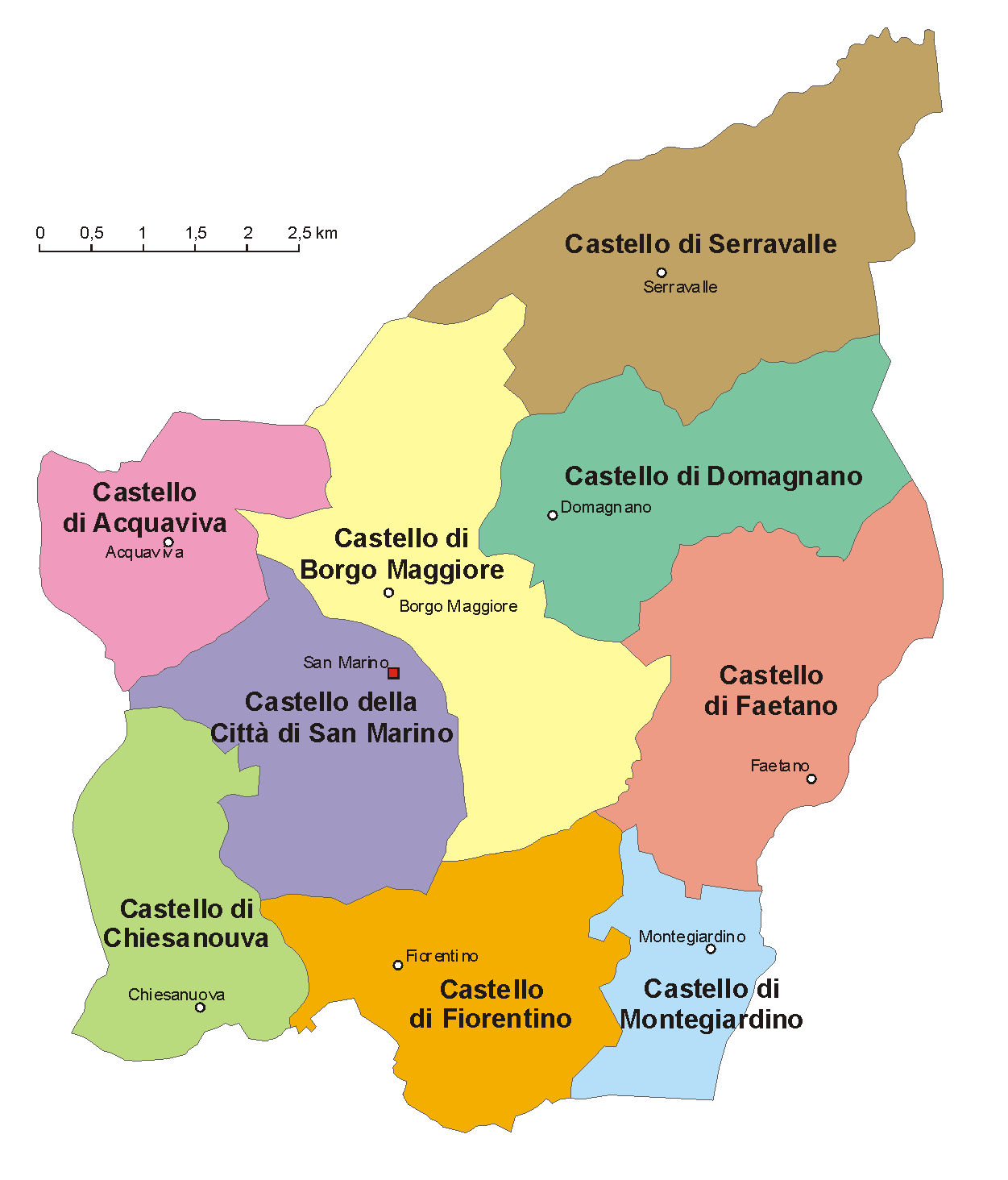
圣马力诺行政区划。

圣马力诺共和国共划分为九个市镇，在当地被称之为“堡”
- 聖馬力諾市是国家首都。

除此之外，还有其他八个堡：
- 阿夸维瓦
- 博爾戈馬焦雷
- 基耶萨诺瓦
- 菲奥伦蒂诺
- 蒙特贾尔迪诺
- 塞拉瓦莱
- 多马尼亚诺
- 法埃塔诺

圣马力诺的最大定居点是多加纳，但它并不是一个独立的堡，而是属于塞拉瓦莱。
与意大利风俗相似，每个堡都有一个堡治所在，被称为“首要镇”（capoluogo）。而堡内一些更小的地方则被称之为“镇”（frazioni）

#### 教区
圣马力诺共和国国内共有43个教区。
| - 卡贝尔洛内 - 卡基亚韦洛（Cà Chiavello） - 卡基安尼诺（Cà Giannino） - 卡梅洛内（Cà Melone） - 卡拉尼（Cà Ragni） - 卡里戈（Cà Rigo） - 凯伦戈 - 卡拉迪诺（Caladino） - 卡利加里亚（Calligaria） - 卡内帕 - 卡潘内（Capanne） | - 卡索莱 - 卡斯特拉罗（Castellaro） - 塞巴拉 - 钦凯维（Cinque Vie） - 孔菲内 - 科里亚尼诺 - 克罗恰莱 - 多加纳 - 法尔恰诺 - 菲奥里纳 - 加拉沃托（Galavotto） | - 瓜尔迪乔洛 - 拉塞拉（La Serra） - 莱西尼亚诺（Lesignano） - 莫拉里尼（Molarini） - 蒙塔尔博（Montalbo） - 蒙特普利托 - 穆拉塔 - 皮亚纳奇（Pianacci） - 皮安迪韦洛（Piandivello） - 波焦卡萨利诺 - 波焦基耶萨诺瓦 | - 蓬泰梅利尼（Ponte Mellini） - 罗韦雷塔 - 圣贾万尼索托莱彭内 - 圣穆斯蒂奥拉 - 斯帕乔詹诺尼（Spaccio Giannoni） - 泰廖（） - 托拉恰 - 瓦尔德拉戈内 - 瓦尔朱拉卡 - 文托索 |

### 军事力量
圣马力诺共和国的军事力量是世界上最小的，其国防是由意大利军队负责。不同的分支机构有不同的职能，这其中包括：执行仪仗职责、巡逻边界、护卫政府大楼和协助警方处理重大刑事案件。圣马力诺警方不包括在其军事力量内。

#### 弩兵军团
弩兵军团曾经是圣马力诺共和国的核心军事力量，但现在只是一支由80名志愿者组成的仪仗队。自1925年以来，弩兵军团会在节日庆典上表演弩箭射击。该军团的制服源自中世纪的设计。虽然弩兵军团迄今仍是一个法定的军事单位，但是该军团并没有任何军事职能。

#### 岩石卫队

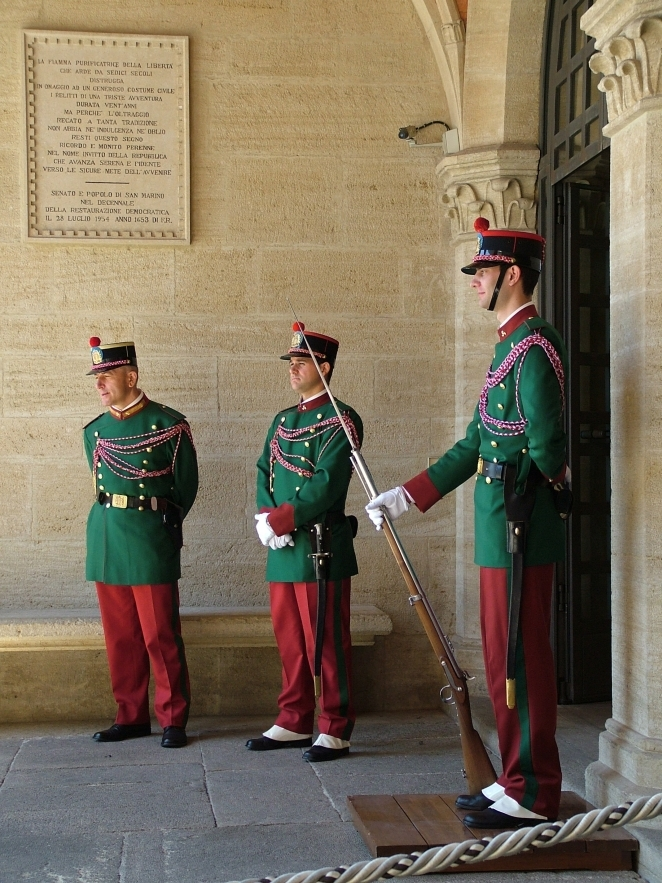
岩石卫队

岩石卫队是圣马力诺共和国军事力量中的一支前线部队，他们的一个职责就是边界巡逻，负责巡视和保卫国境线；而他们的另一个职责则是卫队，负责保护圣马力诺市内圣马力诺政府所在地共和国宫。这个角色是他们最为被民众所常见，而他们的换岗仪式也是当地的风景。
除了这些军事职责之外，根据1987年的法令，所有岩石卫队队员也是圣马力诺共和国的刑警，以协助圣马力诺警方调查重大犯罪。岩石卫队的制服是独特的红绿色设计。

#### 大议会卫队
大议会卫队成立于1740年，是志愿性质的礼仪单位。大议会卫队也被当地人称为“议会卫队”或“贵族卫队”。由于他们制服上那醒目的蓝色、白色和金色，使得他们称为圣马力诺军事力量中最为人所熟知的部分，他们也多次出现在圣马力诺共和国的明信片上。议会卫队的主要职责是保护执政官，并在正式会议期间内保护大议会成员。同时他们还在国家庆典或宗教节日里充当政府官员的礼仪保镖。

#### 军装民兵连
在过去，所有在圣马力诺境内拥有两名或以上男性的家庭必须有一半的成员在军装民兵连服役。这个部队是圣马力诺军事力量中的基本战斗力，但主要职责还是礼仪性的。许多圣马力诺人将在军装民兵连服役视为一件骄傲自豪的事情，现在在圣马力诺境内居住六年以上的公民都可以申请参加。
军装民兵连的制服是深蓝色，同时配有一顶戴着蓝色和白色羽毛的克皮帽。而军装民兵连的礼服则还包括白色的定位带（cross-strap）、蓝白相间的腰带、白色的肩章和有白色配饰的袖口。

#### 军乐队
军乐队在正式归属上属于圣马力诺陆军，是圣马力诺共和国的仪仗乐队。该乐队由50名音乐家组成，其制服类似陆军军服。在大多数的国家正式场合里，军乐队负责演奏音乐。

#### 宪兵
圣马力诺宪兵队成立于1842年，是一个军事执法机构。其成员是全职的，负责保护公民人身和财产安全，并维护治安。
圣马力诺军事力量由职业军人和他们的志愿者同事共同组成，这些志愿者也被称为“志愿兵部队”。

## 经济

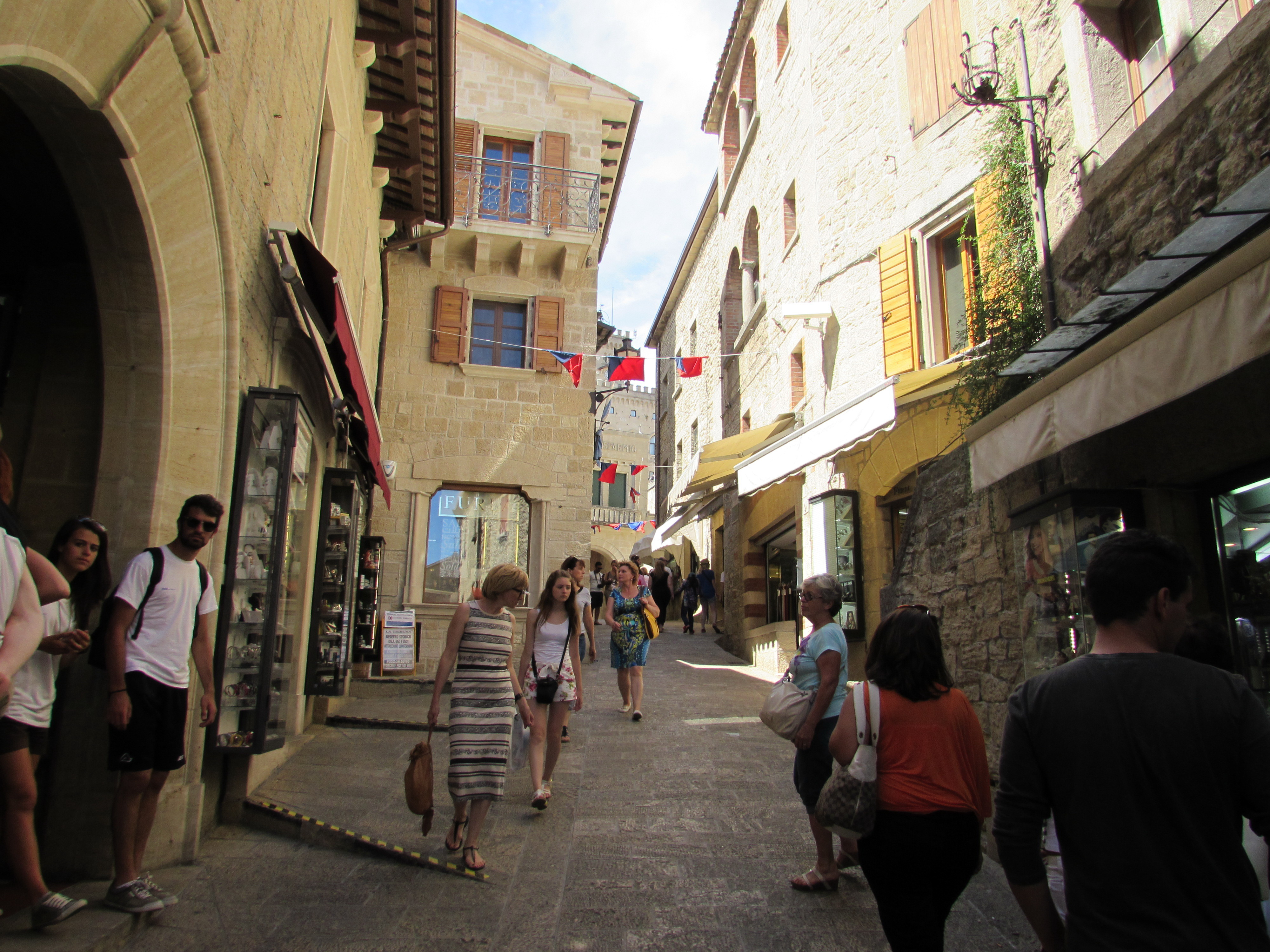
旅游业和银行业是圣马力诺的主要收入来源。

虽然圣马力诺共和国并不是欧盟国家，但是仍然可以通过欧盟理事会的许可而使用欧元作为国家货币。同时圣马力诺也被授权在欧元硬币的国家一侧拥有自己进行设计的权力。在使用欧元作为法定货币之前，圣马力诺里拉与意大利里拉挂钩并可兑换。圣马力诺欧元硬币的数量非常少，和以前的圣马力诺里拉一样，主要是钱币收藏家们的兴趣所在。
圣马力诺的人均国内生产总值为55,449美元，其生活水準大致与丹麦差不多。其国内的关键产业是银行业、电子产业和陶瓷产业；主要农产品是葡萄酒和奶酪。圣马力诺主要是从意大利进口货物。
圣马力诺邮票一般是仅限在其境内使用，因此大部分是出售给集邮爱好者，这也是圣马力诺的一大财政收入。圣马力诺共和国是欧洲小型国家邮政合作组织的成员。

### 税收政策
在圣马力诺共和国，公司利得税税率为13%；资本利得税税率为5%；利息需缴纳13%预扣所得税。
根据圣马力诺共和国与意大利在1939年签署的友好协议，圣马力诺在1972年从意大利引进了增值税制度。此外，圣马力诺还将针对进口货物征收关税。但是这种税收制度不适用于圣马力诺境内货物。直到1996年，圣马力诺不再对境内生产或销售的货品征收间接税。
根据欧盟关税协定，圣马力诺将继续对进口货物征收类似进口关税的税。同时，圣马力诺还将开征一般所得税来取代意大利所得税。

### 旅游产业
旅游业贡献了圣马力诺国民生产总值2.2%以上。在2014年，大约有200万人次的游客来访。

### 与意大利的协定
圣马力诺与意大利在1862年缔结了一份协约，这份协约一直执行到今天。这份圣马力诺与意大利缔结的协约规定了一些在圣马力诺境内的经济活动。圣马力诺境内禁止种植烟草或生产一些受意大利政府垄断的商品。圣马力诺禁止直接进口货物，所有运抵圣马力诺的第三方国家或地区的商品和货物都必须经由意大利转运。虽然圣马力诺可以印刷自己的邮票，但却禁止印刷自己的货币，同时有义务使用意大利铸造的钱币。赌博在圣马力诺境内是合法且有一定规范的，但是在2007年之前，圣马力诺一直禁止开设赌场。现在在圣马力诺境内有一家合法赌场。
为了换取这些限制，意大利必须每年向圣马力诺提供补贴并按成本价出售如下物资：海盐（每年不超过250吨）、烟草（40吨）、香烟（20吨）和火柴（不限量）。
圣马力诺通常不在边境上设置管制，人员车辆可以不经检查自由往来圣马力诺与意大利，因而也不存在护照检查和出入境盖章。出于观光纪念目的，访问圣马力诺的游客们可以在游客服务办公室购买一张印花税票（5欧元）并将之粘贴在护照上。工作人员将在上面盖戳以作为游客访问圣马力诺的证明。

## 人口

### 人口统计
截至2023年9月，圣马力诺共和国共计拥有人口33,896人，其中28,226人為聖馬利諾公民，4,881人为意大利公民，789人來自其他國家。此外，另有12,000名圣马力诺人居住在海外。其中，5,700人居住在意大利；3,000人居住在美国；1,900人居住在法国；1,600人居住在阿根廷。
圣马力诺主要使用的语言是意大利语；罗曼尼亚语也在广泛使用。
圣马力诺的人均寿命是世界上最长的。

### 宗教宗派

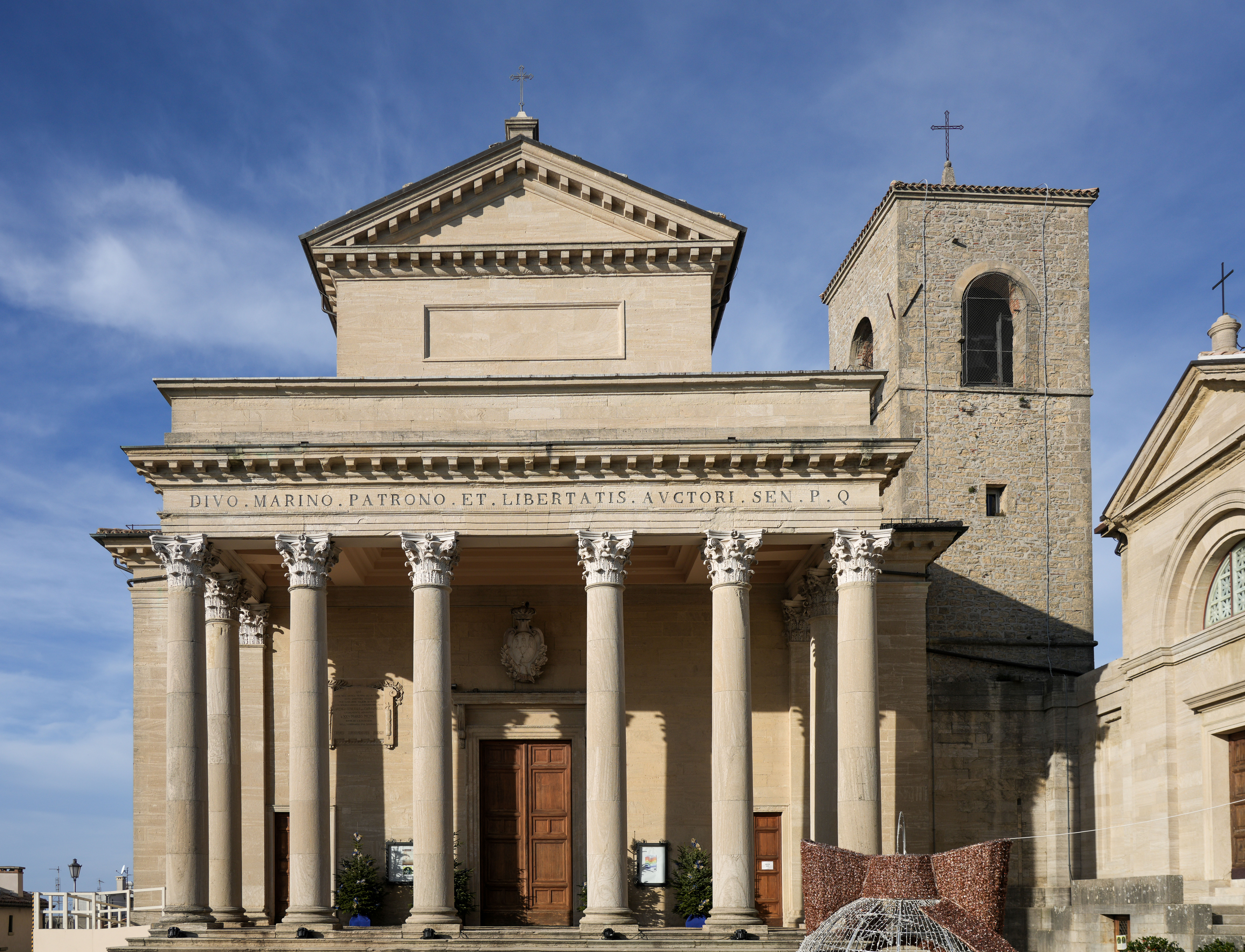
圣马力诺大教堂

圣马力诺共和国是一个天主教占主导地位的国家，该国公民有97%的比例信仰天主教，但是天主教并非圣马力诺的国教，其中大约有一半的天主教基督徒经常参加宗教活动。圣马力诺没有主教座，尽管它的国名是教区名的一部分。历史上，圣马力诺各堂区分别隶属意大利的两个教区。其中大部分属于蒙特菲尔特罗教区，其余部分属于里米尼教区。1977年，由于蒙特菲尔特罗和里米尼两个教区的辖区进行了调整，因此圣马力诺目前全部归属于蒙特菲尔特罗教区。圣马力诺与蒙特菲尔特罗教区的座堂位于意大利佩萨罗和乌尔比诺省的彭纳比利。
根据圣马力诺个人所得税法的规定，纳税人有权要求将自己所得税的0.3%捐赠给天主教会或其他慈善机构，这其中就包括瓦勒度派和耶和华见证人。
天主教圣马力诺-蒙特费尔特罗教区从1977年改名至今，原名是“蒙特菲尔特罗教区”，隶属于拉韦纳-切尔维亚总教区。目前的教区已经包含圣马力诺全境所有的堂区。最早提及蒙特菲尔特罗地名的是在查理曼时期的丕平献土文献中。

## 交通
圣马力诺境内没有机场，入境需要从意大利进入。
圣马力诺因国土面积狭小，道路设计仅有环行道和单行道两种，车子直开到底就无法回头，因此没有设置红绿灯。

## 文化

### 體育

#### 足球
聖馬利諾以足球為主要流行運動，由聖馬利諾足球總會所管理，並在其協助下成立了聖馬利諾足球錦標賽。目前該聯賽由16支球隊所組成，且僅有單一層級，並無升降級制度。此外，聖馬利諾每年亦舉行蒂塔諾盃，而其冠軍球隊會與該年度聖馬利諾足球錦標賽的冠軍球隊進行聖馬利諾超級盃。除了國內的16支球隊之外，由於聖馬利諾的聯賽屬業餘性質，聖馬力諾足球會雖為位於聖馬利諾的球會，但並未參與聖馬利諾的聯賽，而是於義大利足球丁級聯賽中參賽，並為唯一一個獲得授權於義大利足球聯賽中參賽的球隊。
聖馬利諾於1986年成立男子國家代表隊，並於1988年加入國際足總與歐洲足總。然而，其世界排名長期位於200名以外，且僅取得極少數的和局與勝場。至今獲得的勝利皆從列支敦斯登上獲得，首場勝利是在2004年4月29日的友誼賽中都以1-0獲勝，並在2024年至2025年歐洲國家聯賽中2024年9月5日與2024年11月18日中，更是他們首兩次獲得正式比賽的勝利，更因這兩場勝利造就從長期墊底位置升上C聯賽的誘因。
較為知名的足球員如曾效力於尤文圖斯的中場球員Massimo Bonini。
2021年香港流行曲填詞人黃偉文以此國家隊為題材，為樂隊Dear Jane寫成歌曲聖馬力諾之心。

#### 棒球
聖馬利諾的棒球由聖馬利諾棒壘球會所管理，且國內有一職業棒球隊San Marino Baseball Club，目前於義大利第一級棒球聯賽Serie A中參賽，其亦數次獲得聯賽冠軍，也曾於義大利盃、歐洲盃等盃賽中數次奪冠。其作為主場的棒球場為位於塞拉瓦萊的Stadio di baseball di Serravalle，可容納大約1500名觀眾。

#### 籃球
聖馬利諾的籃球由聖馬利諾籃球總會所管理，包括其國內聯賽與國家代表隊。由於聖馬利諾屬微型國家，人口較少，因此國家代表隊大多參與小型比賽如歐洲微型國家籃球錦標賽、歐洲小國運動會。

#### 奧運
聖馬利諾自1960年羅馬奧運，開始參與夏季奧運賽事，長期以來均未獲得獎牌。直至2020年東京奧運，曾在2012年倫敦奧運的女子不定向飛靶項目的決賽中在追加槍階段失利、僅獲得第四名的亞歷山德拉·佩里利，再度進入女子不定向飛靶的決賽，並成功奪得銅牌，成為聖馬利諾史上第一面奧運獎牌。在後續的混合團體不定向飛靶比賽當中，亞歷山德拉·佩里利又與吉安·馬爾科·貝爾蒂搭檔，成功獲得銀牌。同屆賽事中，迈尔斯·阿明則是於男子86公斤級自由式角力項目中奪銅，使得聖馬利諾代表團最終以一銀二銅為該屆奧運成績。
聖馬利諾亦自自1976年因斯布魯克奧運開始參與冬季奧運，然而尚未有奪得奧運獎牌的紀錄。